# Alois Gradauer
Alois Gradauer (* 14. Dezember 1942 in Kirchdorf an der Krems) ist ein österreichischer Politiker (FPÖ) und war Abgeordneter zum österreichischen Nationalrat (2006–2013).

## Schulische und berufliche Laufbahn
Nach dem Besuch der Volksschule in Roßleithen und der Hauptschule Windischgarsten absolvierte Gradauer die Handelsakademie Linz, die er 1962 mit der Matura abschloss. Danach leistete Gradauer seinen Präsenzdienst ab.
Alois Gradauer arbeitete zwischen 1963 und 1970 als Assistent der Verkaufsdirektion in der Nährmittelfabrik Ed. Haas. Danach war er von 1970 bis 1975 Verkaufsleiter der Maresi Nährmittelindustrie Wien. 1975 wechselte Gradauer zur Großhandelsfirma Pfeiffer nach Traun, wo er als Verkaufsleiter, Prokurist und Vorstandsdirektor im Marketing tätig war. Seit 2004 befindet sich Gradauer in der beruflichen Pension.

## Politische Karriere
Alois Gradauer begann seine politische Karriere 1984 im Gemeinderat von Kirchberg-Thening, dem er bis 2003 angehörte. Zudem war Gradauer in dieser Periode Mitglied im Gemeindevorstand. Seit 2002 hat Gradauer die Funktion des Bezirksparteiobmanns der FPÖ in Linz-Land inne, seit 2005 ist er zudem Landesparteiobmann-Stellvertreter der FPÖ Oberösterreich. Daneben ist Gradauer Mitglied des Vorstandes im Ring Freiheitlicher Wirtschaftstreibender (RFW), war Delegierter im Wirtschaftsparlament der Wirtschaftskammer Oberösterreich bis 2005 und Gremialobmann-Stellvertreter des Oberösterreichischen Lebensmittelhandels bis 2005.
Gradauer zog nach den Nationalratswahlen 2006 über den Landeswahlvorschlag Oberösterreich in den österreichischen Nationalrat ein und war in der XXIV. Legislaturperiode Budgetsprecher der FPÖ im Nationalrat. Nach der Nationalratswahl 2013 schied Gradauer aus dem Parlament aus.

## Privates
Alois Gradauer ist verheiratet und hat zwei Kinder. Alois Gradauer ist Mitglied („Alter Herr“) der fachstudentischen Verbindung Bajuvaria, einer deutschnationalen, schlagenden Schülerverbindung des ÖPR in Linz.